# Eastern Coach Works

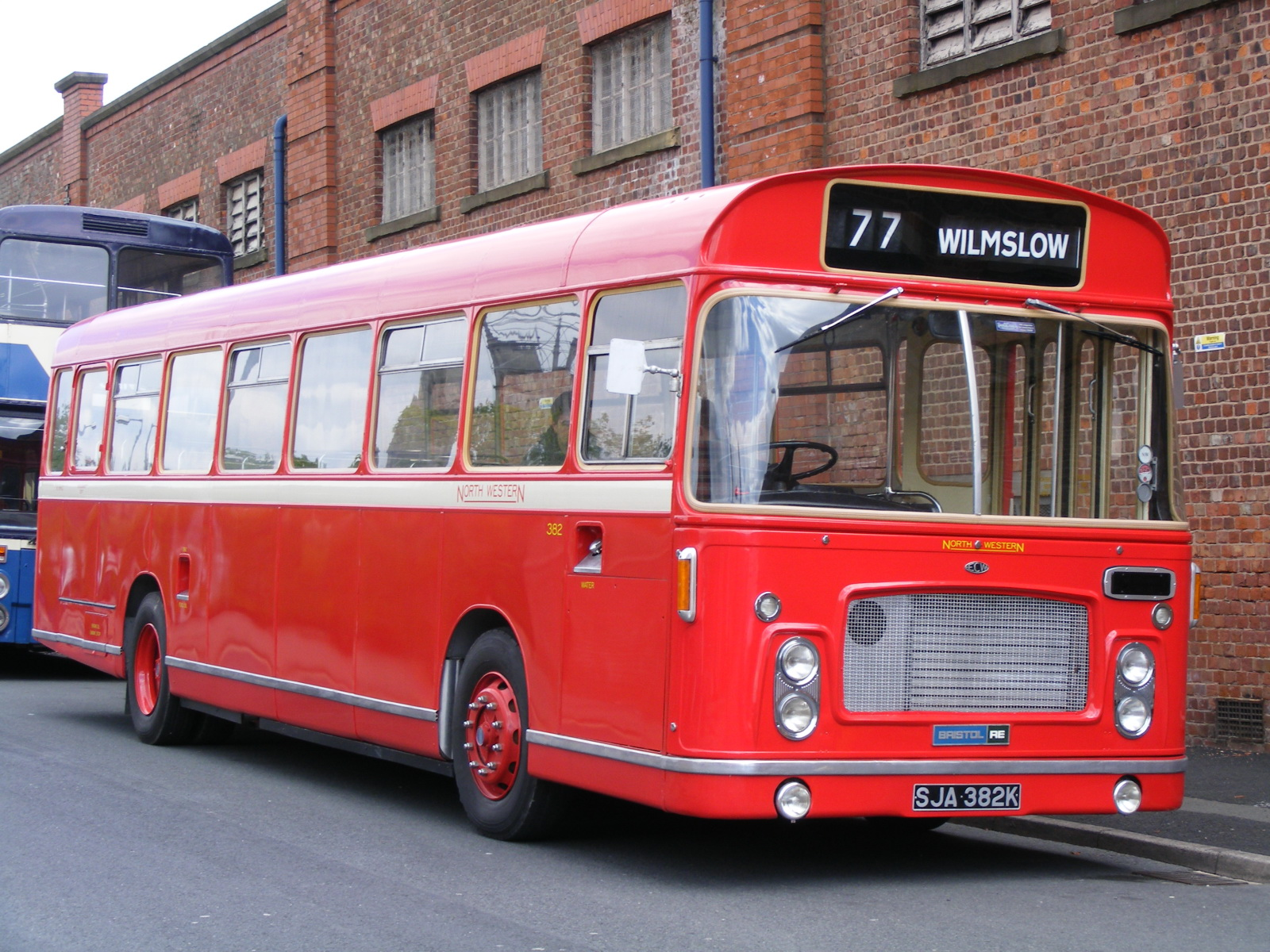
Ein Bristol RE mit Aufbau von ECW

Die Eastern Coach Works Ltd, abgekürzt ECW,  war ein Hersteller von Aufbauten für Omnibusse und Schienenbusse aus Lowestoft, England.

## Geschichte
Die Ursprünge der Firma gehen bis auf die United Automobile Services zurück, die 1912 gegründet wurden. Diese Firma betrieb zwei Buslinien in Suffolk und zwischen Bishop Auckland und Durham. Im Jahr 1920 begann die Firma in Lowestoft mit der Fertigung von Aufbauten für Busse. Die Aktivitäten der Firma in East Anglia wurden 1931 neu geordnet. Die Eastern Counties Omnibus Company betrieb die Buslinien in diesem Bereich und fertigte auch weiterhin Busaufbauten. Im Karosseriebau waren zu diesem Zeitpunkt über 600 Arbeitskräfte beschäftigt. Die Karosserieabteilung wurde im Juli 1936 in die neu gegründeten Eastern Coach Works ausgelagert. Die Firma entwickelte sich zum größten Arbeitgeber in Lowestoft.
Im Mai 1940 wurde die Firma vom Militär zur Einstellung der Produktion aufgefordert. Man nahm an, dass nach Ausbruch des Zweiten Weltkrieges die englische Ostküste als erstes der Invasion der deutschen Truppen zum Opfer fallen würde. Daher wurde die Produktionsstätten von Kraftfahrzeugen in andere Landesteile verlagert, um sie nicht in feindliche Hand fallen zu lassen. Infolgedessen wurden 950 Arbeitskräfte entlassen.  Nach Kriegsende wurde die Produktion wieder aufgenommen und erreichte 1947 den Vorkriegsstand.
ECW wurde 1947 verstaatlicht. Für die nächsten 18 Jahre wurden für die staatlichen Busunternehmen hauptsächlich Aufbauten für Bristol-Fahrgestelle gefertigt. Im Jahr 1965 verkaufte das Staatsunternehmen Transport Holding Company, in dem Hersteller von Fahrgestellen und Aufbauten sowie staatliche Busunternehmen zusammengefasst waren, einen 25%igen Anteil von ECW an Leyland Motors. Dadurch konnte sich ECW auch private Busunternehmen als Kunden erschließen. Im Jahr 1969 wurde ECW ein Bestandteil eines Joint Ventures zwischen der National Bus Company (dem Nachfolger der Transport Holding Company) und British Leyland (dem Nachfolger von Leyland Motors). Beide Partner hielten jeweils einen 50 %-Anteil an der Firma. 1982 übernahm nach der Reprivatisierung des staatlichen Bussektors Leyland die vollständige Kontrolle über ECW und schloss die Firma 1987.  Zu Spitzenzeiten hatte ECW eine Belegschaft von 1200 Mitarbeitern.

## Fahrzeuge
Bis in die 1980er Jahre war es üblich, dass Fahrgestelle und Aufbauten für Busse von verschiedenen Herstellern gefertigt wurden. In den 1960er Jahren waren in Lowestoft häufig Fahrgestelle ohne Aufbauten zu sehen, die auf der Straße zur Komplettierung in das Werk von ECW überführt wurden. ECW fertigte hauptsächlich Aufbauten für die Chassis der Firma Bristol:
- Bristol LH – ein kleinerer Linienbus
- Bristol Lodekka – ein Doppeldeckerbus mit Frontmotor
- Bristol MW
- Bristol RE
- Bristol VRT -der Nachfolger des Lodekka mit Heckmotor

Daneben wurden auch Aufbauten für andere Fahrgestelle, z. B. von Leyland oder AEC, gefertigt.

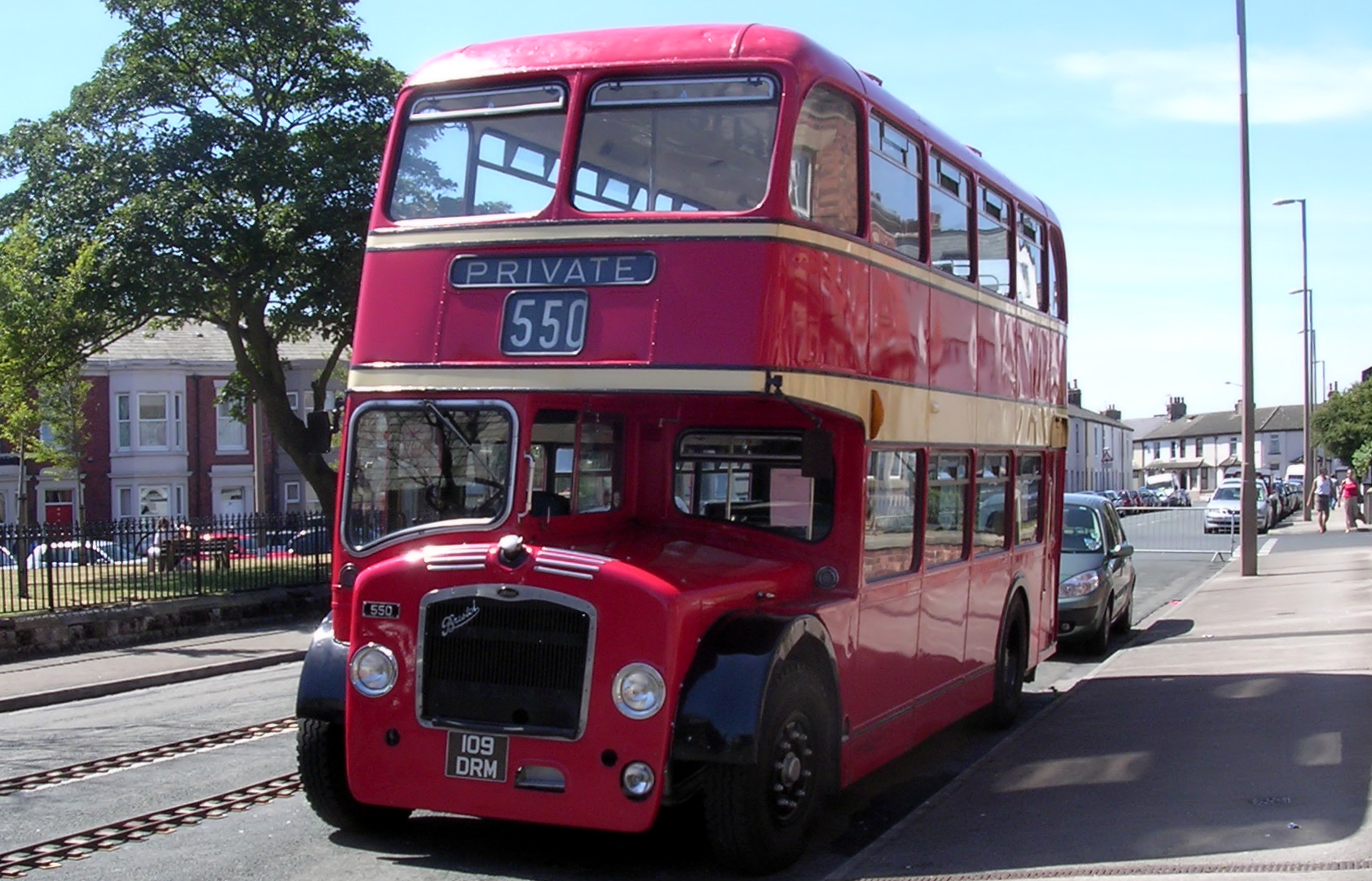
Bristol Lodekka
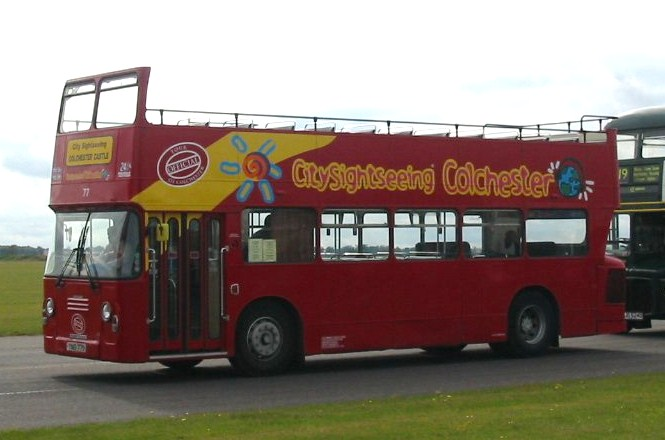
Leyland Atlantean AN681R
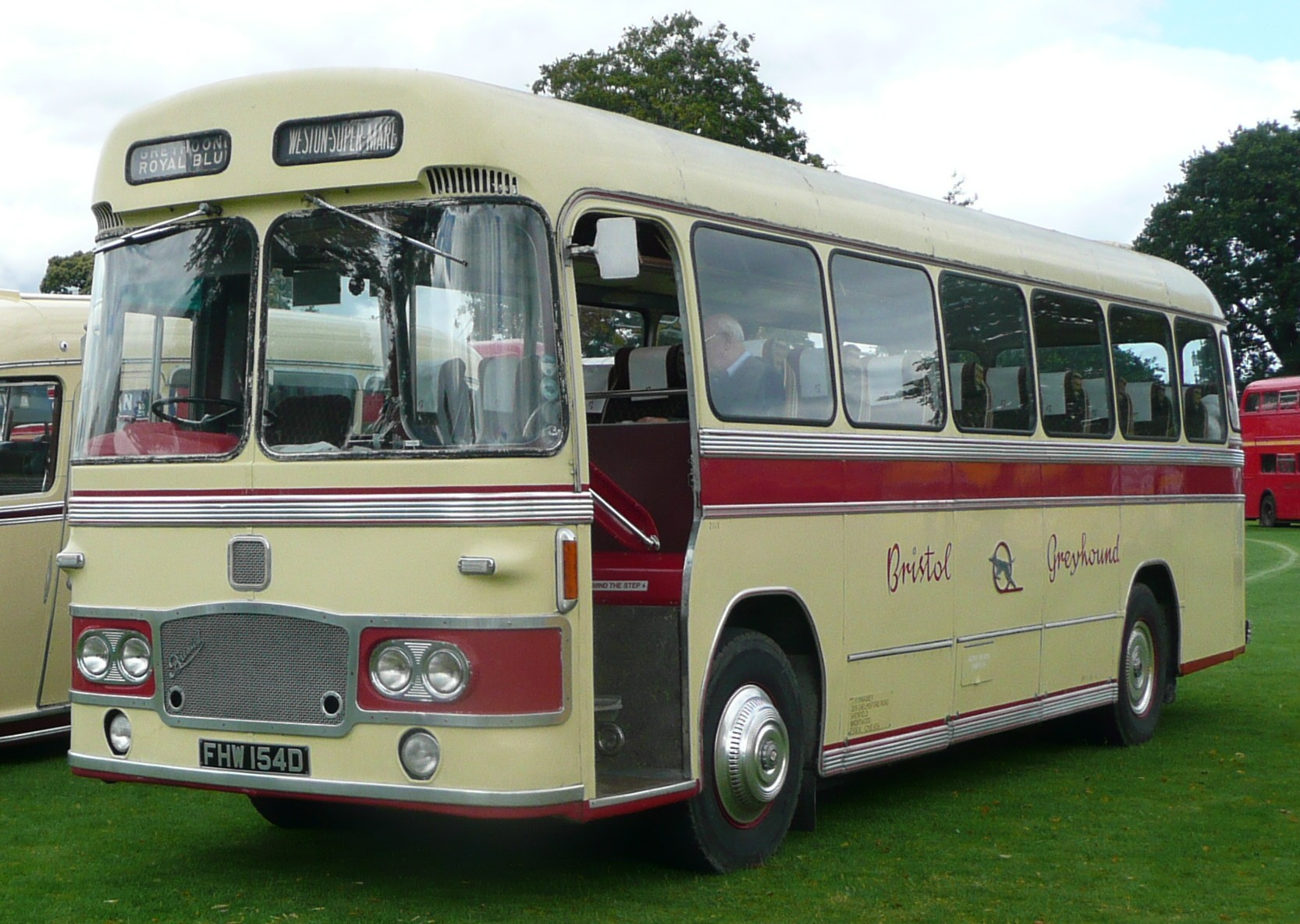
Bristol MW
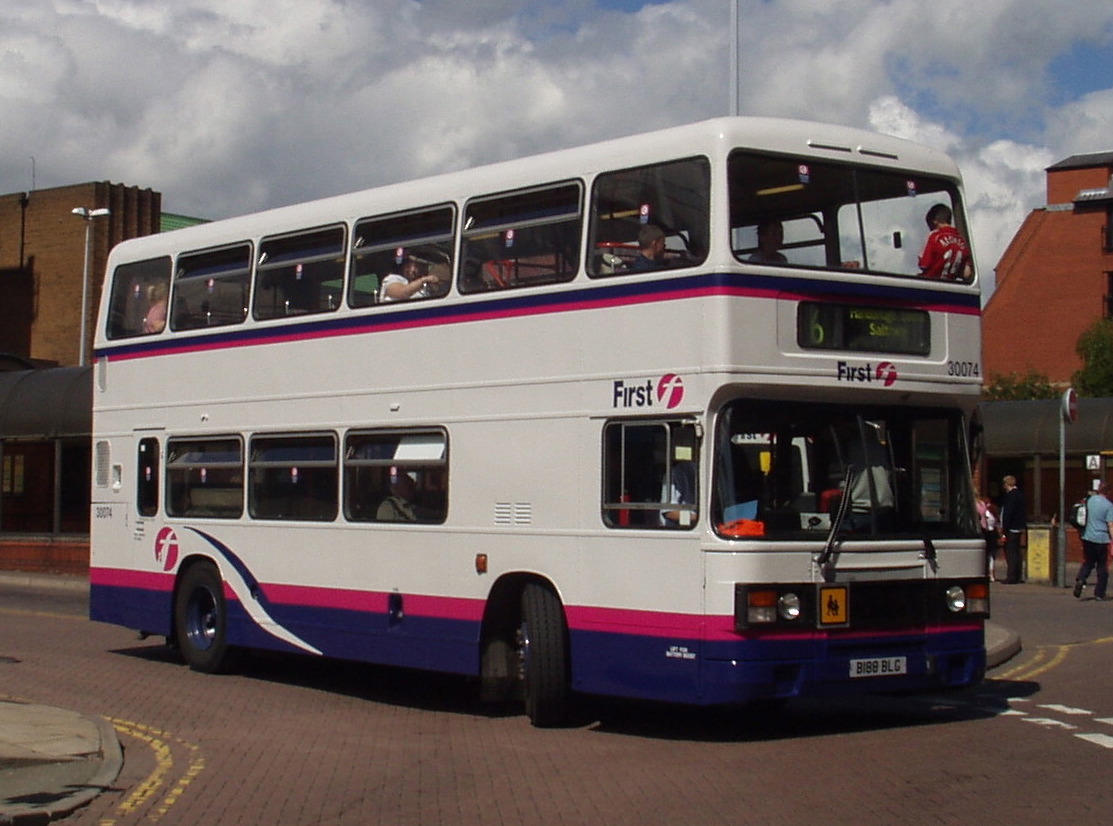
Leyland Olympian
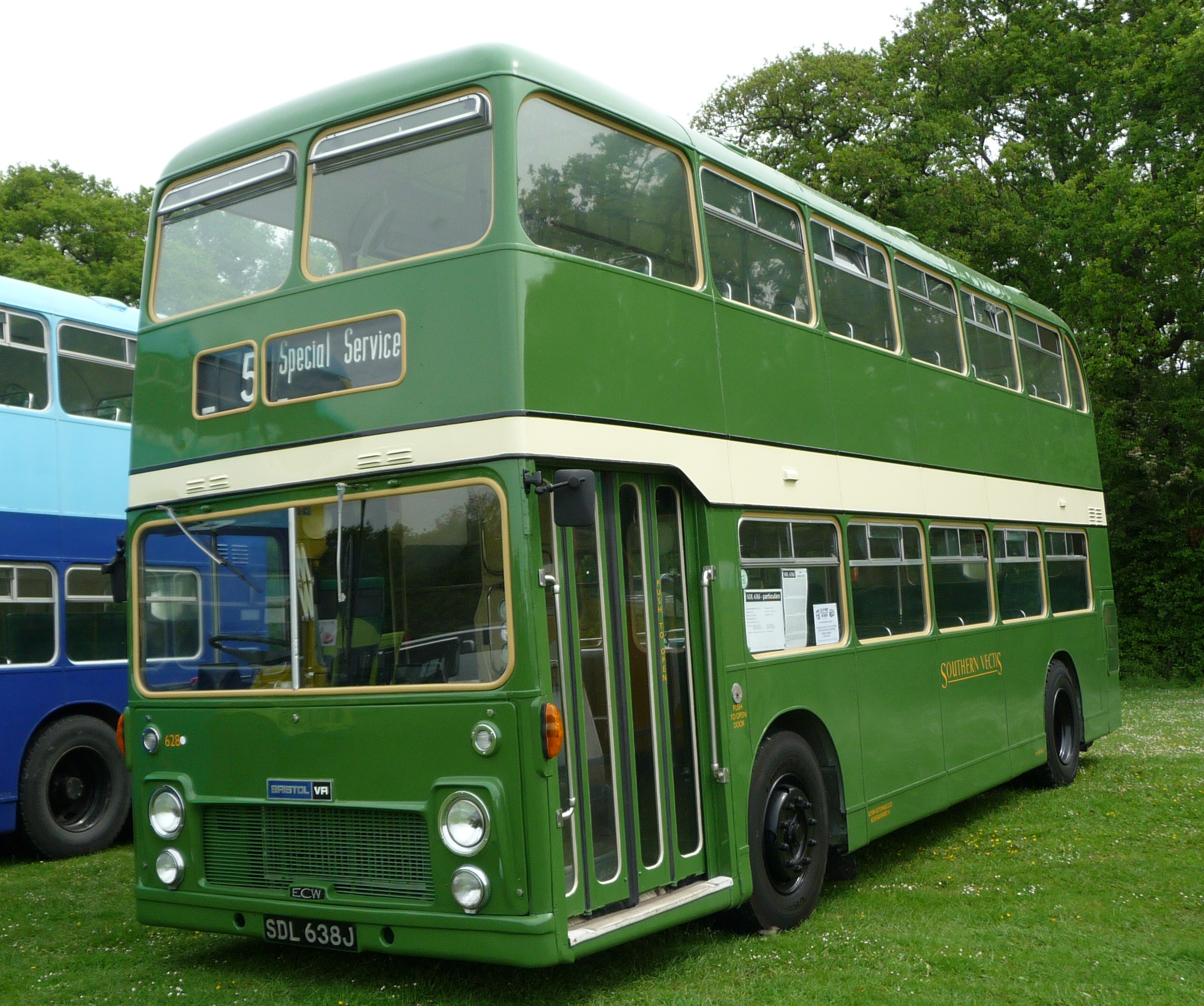
Bristol VRT